# Матвієнко Сергій Володимирович
Сергій Володимирович Матвієнко (каз. Сергей Владимирович Матвиенко; нар. 3 червня 1972, Кустанай, Кустанайська область, Казахська РСР, СРСР) — казахський борець греко-римського стилю, чотириразовий чемпіон Азії, чемпіон Азійських ігор, Східноазійських та Центральноазійських ігор, дворазовий володар Кубку світу, володар Кубку Азії і Океанії, учасник двох Олімпійських ігор. Майстер спорту СРСР міжнародного класу. Заслужений майстер спорту Республіки Казахстан.

## Життєпис
Боротьбою почав займатися з 1983 року. Виступав за спортивне товариство «Динамо» Костанай. Тренер — Володимир Матвієнко. Член збірної команди СРСР 1987—1992 рр. Член збірної команди Республіки Казахстан 1987—2004 рр. Дворазовий чемпіон СРСР серед молоді (Єкатеринбург 1990, Набережні Челни 1991). Дванадцятиразовий чемпіон Казахстану.
Закінчив Костанайський державний університет, факультет «Фізична культура та спорт» (1989—1993) та Челябінський державний університет (2003—2005).
1994—2004 рр. — служив безперервно в органах внутрішніх справ, податкової та фінансової поліції;
1992—2006 р. — тренер-викладач з греко-римської боротьби Костанайської обласної дитячо-юнацької спортивної школи олімпійського резерву за сумісництвом;
з 2006 р. — начальник Управління туризму, фізичної культури та спорту акімату Костанайської області.

## Спортивні результати на міжнародних змаганнях

### Виступи на Олімпіадах
| Змагання                    | Збірна    | Вагова категорія                 | Місце |
| --------------------------- | --------- | -------------------------------- | ----- |
| Літні Олімпійські ігри 1996 | Казахстан | греко-римська боротьба, до 90 кг | 11    |
| Літні Олімпійські ігри 2000 | Казахстан | греко-римська боротьба, до 97 кг | 6     |

### Виступи на Чемпіонатах світу
| Змагання                        | Збірна    | Вагова категорія                 | Місце |
| ------------------------------- | --------- | -------------------------------- | ----- |
| Чемпіонат світу з боротьби 1995 | Казахстан | греко-римська боротьба, до 90 кг | 11    |
| Чемпіонат світу з боротьби 1999 | Казахстан | греко-римська боротьба, до 97 кг | 15    |
| Чемпіонат світу з боротьби 2001 | Казахстан | греко-римська боротьба, до 97 кг | 10    |

### Виступи на Чемпіонатах Азії
| Змагання                       | Збірна    | Вагова категорія                  | Місце  |
| ------------------------------ | --------- | --------------------------------- | ------ |
| Чемпіонат Азії з боротьби 1993 | Казахстан | греко-римська боротьба, до 90 кг  | Золото |
| Чемпіонат Азії з боротьби 1995 | Казахстан | греко-римська боротьба, до 100 кг | Золото |
| Чемпіонат Азії з боротьби 1996 | Казахстан | греко-римська боротьба, до 90 кг  | Золото |
| Чемпіонат Азії з боротьби 1999 | Казахстан | греко-римська боротьба, до 97 кг  | Золото |
| Чемпіонат Азії з боротьби 2000 | Казахстан | греко-римська боротьба, до 97 кг  | Срібло |

### Виступи на Азійських іграх
| Змагання           | Збірна    | Вагова категорія                 | Місце  |
| ------------------ | --------- | -------------------------------- | ------ |
| Азійські ігри 1998 | Казахстан | греко-римська боротьба, до 97 кг | Золото |

### Виступи на Східноазійських іграх
| Східноазійські ігри 2001 греко-римська боротьба, до 97 кг |

### Виступи на Центральноазійських іграх
| Змагання                     | Збірна    | Вагова категорія                 | Місце  |
| ---------------------------- | --------- | -------------------------------- | ------ |
| Центральноазійські ігри 1999 | Казахстан | греко-римська боротьба, до 97 кг | Золото |

### Виступи на Кубках світу
| Змагання                    | Збірна    | Вагова категорія                 | Місце  |
| --------------------------- | --------- | -------------------------------- | ------ |
| Кубок світу з боротьби 1995 | Казахстан | греко-римська боротьба, до 90 кг | Золото |
| Кубок світу з боротьби 1997 | Казахстан | греко-римська боротьба, до 97 кг | Золото |

### Виступи на Кубках Азії і Океанії
| Змагання                             | Збірна    | Вагова категорія                 | Місце  |
| ------------------------------------ | --------- | -------------------------------- | ------ |
| Кубок Азії і Океанії з боротьби 1997 | Казахстан | греко-римська боротьба, до 97 кг | Золото |

### Виступи на інших змаганнях
| Змагання                                                             | Збірна    | Вагова категорія                 | Місце  |
| -------------------------------------------------------------------- | --------- | -------------------------------- | ------ |
| Олімпійський кваліфікаційний турнір з боротьби 2000 (Фаенца)         | Казахстан | греко-римська боротьба, до 97 кг | 8      |
| Олімпійський кваліфікаційний турнір з боротьби 2000 (Клермон-Ферран) | Казахстан | греко-римська боротьба, до 97 кг | Бронза |
| Олімпійський кваліфікаційний турнір з боротьби 2000 (Ташкент)        | Казахстан | греко-римська боротьба, до 97 кг | 9      |
| Олімпійський кваліфікаційний турнір з боротьби 2000 (Александрія)    | Казахстан | греко-римська боротьба, до 97 кг | 8      |

### Виступи на змаганнях молодших вікових груп
| Змагання                                     | Збірна | Вагова категорія                 | Місце  |
| -------------------------------------------- | ------ | -------------------------------- | ------ |
| Чемпіонат світу з боротьби серед молоді 1991 | СРСР   | греко-римська боротьба, до 90 кг | Золото |